# Schmegelgraben (Uchte)
Der Schmegelgraben, auf einigen Karten auch als Brückgraben Insel bezeichnet, ist ein orografisch rechter Nebenfluss der Uchte. Die Flussordnungszahl ist 4.

## Verlauf
Der Ursprung des Schmegelgraben (Uchte) liegt gut 400 Meter nordnordöstlich vom Dellteich entfernt am Wittenmoorer Weg (Ortsverbindung zwischen Insel und Wittenmoor), links des Dellberg-Hügels, auf einer Höhe von 63 Meter. Die ersten etwa 120 Meter fließt der Graben in Richtung nordnordwest, um dann sich mit einem langen linken Bogen weiter in Richtung nordnordost zu schlängeln. Der Graben verlässt am Ende des Bogens (Radius 993 m) nun die unmittelbare Nähe des Wittenmoorer Wegs. kurz zuvor mündet ein kleiner Meliorationsgraben ein. Mit einigen Windungen fließt der Graben an Insel vorbei, weiter in Richtung nordnordost. Hier trifft ein weiterer kurzer Graben auf. Weiter 920 Meter weiter trifft ein unbenannter Graben (linksseitig), der über weitere Zuflüsse verfügt, rechtwinklig auf den Schmegelgraben. Dieser kickt hier entsprechend 90° nach Osten, um 170–400 Meter vom Ort entfernt nördlich vorbeizufließen, wobei weitere kurze Gräben rechtsseitig aufgenommen werden. Der nach dem Knick eher ostsüdöstlich fließenden Graben unterquert zunächst die Kreisstraße 1047, dann die B 188. Nach der Unterquerung biegt nach Nordwesten und unterquert einen Weg. Der Unterlauf, des im gesamten Verlauf auf der Gemarkung Insel liegenden Grabens bildet, zunächst schnurgerade fast direkt nördlich, dann etwas schlängelnd nach nordnordost die Westgrenze der Gemarkung, bevor er auf 34–35 m Höhe (ca. 1,2 km südwestlich vom Bahnhof Möringen) rechtsseitig in die Uchte mündet. Die Gesamtlänge des Grabens beträgt 5 Kilometer.

## Zuflüsse
Der Schmegelgraben hat keine benannten Zuflüsse. Es gibt jedoch eine Vielzahl von Entwässerungsgräben der Landwirtschaft, bis hinunter auf Flussordnungszahl
6.

## Weiteres
Am Schmegelgraben wurden Limnebius crinifer, Haliplus heydeni, Haliplus lineatocollis, Ovaler Wassertreter und Ochthebius minimus nachgewiesen.